# Ishar 2: Messengers of Doom
Ishar 2: Messengers of Doom je RPG videohra typu dungeon z roku 1993 vytvořená a distribuovaná francouzskou společností Silmarils pro platformy MS-DOS, Amiga, Atari ST a Macintosh. Jedná se o pokračování hry Ishar: Legend of the Fortress z roku 1992 a také o druhý díl trilogie Ishar. V roce 2009 se objevila v kompilaci Ishar Compilation pro Microsoft Windows. 
Ishar 2: Messengers of Doom byl delší než první díl a měl vylepšenou grafiku. Novinkou bylo využívání zvířat pro postup ve hře.
Hráč začíná s novým pánem Isharu – válečníkem Zubaranem. Bylo také možné si importovat družinu z předchozího dílu. Děj se odehrává na souostroví šesti ostrovů, které jsou pojmenovány po legendárních společnících sham-nirského prince Jarela (Akeer, Zach, Jon, Irvan, Olbar, Thorm). Hlavním protivníkem je kouzelník Shandar spřádající plány na ovládnutí světa.